# Lolong Belanti
Lolong Belanti is een bestuurslaag in het regentschap Padang van de provincie West-Sumatra, Indonesië. Lolong Belanti telt 8120 inwoners (volkstelling 2010).